# 大日本忠孝館
大日本忠孝館（だいにほんちゅうこうかん）は久武館道場の東京道場。

## 概要
剣道（柳生神影流）、居合道（長谷川英信流居合術）、空手道（和道流空手道）を営む総合武道場で、東京府豊多摩郡代々幡町上原（現・東京都渋谷区上原）にあった。
館長の久保義八郎をはじめ通常の竹刀剣道の教授として明教中学（現在の東海大学付属浦安高等学校・中等部）の大坪光夫、居合道教授として山内豊健（英信流居合術十八代目 子爵 教士）、空手道教授として大塚博紀（和道流空手道流祖）をはじめ他多数が在籍していた。
当時東京在住で通っていた元朝日放送アナウンサーである上田博章氏の話では、当時は戦時中で大勢の弟子を抱える有名道場だったと振り返っている。館長の久保義八郎の故郷徳島には、徳島県護国神社に来国俊作三尺三寸の名刀を昭和14年9月吉日に久武館道場と奉献し当時の徳島新聞に大きく掲載された。また昭和18年2月18日には鳴門市にある阿波神社に名刀を奉献した。居合道教授である山内豊健や空手道教授の大塚博紀は久保義八郎より大日本忠孝館道場で柳生神影流を学び免許を伝授されている。特に現在空手四大流派までなった和道流空手道は柳生神影流の「流す」動きを取り入れて完成されており、終戦前の東京大空襲で消失した大日本忠孝館道場であるがその教えは形を変えて現在まで続いている。忠考館は登録商標（商標登録番号 第6112023号）となっており、忠考館の名称を使用して剣術等の武道指南することは禁じられている。

## 関連著書
- 忠孝の大道（昭和9年農民社発行、柳生神影流十世 久保義八郎著書）
- 大義武士道訓：五十六箇条武道初心集（昭和19年鶴書房発行、柳生神影流十世 久保義八郎著書）